# 三杉磯拓也
三杉磯 拓也（みすぎいそ たくや、1956年（昭和31年）5月11日 - ）は、青森県八戸市出身で放駒部屋（入門時は花籠部屋）に所属した元大相撲力士。本名は上沢 秀則（かみさわ ひでのり）。最高位は西前頭2枚目（1979年1月場所、1982年3月場所）。現役時代の体格は187cm、126kg。得意手は左四つ、突っ張り、寄り、上手投げ、突き落とし。現役引退後は、1988年から2021年まで峰崎部屋の師匠を務めた。現在は、年寄・峰崎。

## 来歴
14歳で弟ができるまで1人っ子として育ち、幼少期は大人しい性格からいじめられていた。とはいえ187cmの長身は当時から目を引き、中学生の相撲大会に出場し、何人ものスカウトが来た。逃げ回ったものの、母方の叔母の知人の花籠部屋OBから接待を受け「飛行機に乗せてあげる」との甘言が決め手となって入門を決意。常盤山親方（元関脇・若秩父）の勧誘を受けて、中学校在学中に花籠部屋へ入門。1971年（昭和46年）3月、故郷・青森県の八戸市立大館中学校から部屋近くの杉並区立阿佐ヶ谷中学校に転校し（当時は、中学在学中の入門が認められていた）、同年3月場所で初土俵を踏んだ。当初の四股名は、本名と同じ「上沢」。
胴長で下半身の発達した相撲向きの体型に加え、稽古熱心さで早くから注目された。一方本人は部屋持ち時代に「毎日軍隊みたいにブン殴られて、最初の3年半は地獄でしたよ（笑）。土俵の外では歯向かえないかわりに稽古でぶつかって、それでまたやられて…いたちごっこでしたねえ」とその過酷さについて振り返っていた。18歳の頃から親孝行のために一念発起し、朝の3時に起きて寝る時間も惜しんで稽古をした。
順調に出世し、1976年（昭和51年）11月場所で新十両に昇進。そして、1977年（昭和52年）11月場所にて、21歳で新入幕を果たした。
当時は蔵間や出羽の花と並ぶ美男幕内力士として人気があり、西前頭3枚目の地位で迎えた1979年（昭和54年）9月場所では、北の湖と三重ノ海から2日連続で金星を獲得している（ただし、金星はその2個のみで終わってしまった）。
突っ張って左四つからの寄りや投げに威力があったが、消極的な性格が災いしてか、幕内上位ではなかなか勝てなかった。また下位での大勝ちもなく、結局三賞・三役とも手が届かなかった。
その後、1981年（昭和56年）5月場所から、「東洋（あずまなだ）」と改名。1983年（昭和58年）11月場所では十両へ陥落し、1984年（昭和59年）3月場所より、四股名を「三杉磯」へと戻し、1985年（昭和60年）9月場所で再入幕を果たした。同年12月には、現役引退後に花籠部屋を継いでいた元兄弟子・輪島（元横綱）の不祥事に伴い花籠部屋が消滅したため、同門の放駒部屋へ移籍した。
花籠部屋消滅を境に負け越し続きとなり、1986年（昭和61年）5月場所では5勝10敗と大敗して、十両へ陥落。以後は幕内復帰ならず西十両10枚目の地位で1勝14敗と大敗した同年9月場所を最後に30歳で引退し、年寄・峰崎を襲名した。
その後は放駒部屋付きの親方として後進の指導に当たっていたが、1988年（昭和63年）12月に同部屋から分家独立して、練馬区に峰崎部屋を興した（練馬区では初の相撲部屋）。
間もなく、実弟である上沢秀文（かみさわ しゅうぶん、1970年（昭和45年）9月6日生まれ）が八戸工業大学第一高等学校を中退して、同部屋へ入門。「秋津風（あきつかぜ）」や「千年岩（ちとせいわ）」など幾度も改名しつつ関取昇進を目指したが、結果的には三段目までの昇進に留まり、2000年（平成12年）3月場所後に引退した。
部屋創設初期は峰崎も女将も弟子にしてやれることが多くなく、女将は初期の弟子であったOBに会うと「あなたたちのときは何もしてあげられなくて、本当にごめんね」と泣いてしまうようである。峰崎自体は頑固一徹な部分があるため指導では声を荒らげることがあり、面白い性格の父の下で育った女将にとって峰崎はユーモアに欠ける人物であるという。一方で女将も2010年代半ばになると自分が言う方が弟子がよく聞き入れるためそれなりに厳しい態度で弟子に接するようになった。相撲が終わった弟子が峰崎に挨拶しに行って峰崎が「おお、分かった。早くメシ食え!」と言うことがあるが、これは女将によると弟子に対する最高の褒め言葉であるという。
一時期所属力士が3人まで減るなど部屋の閉鎖も視野に入れるほど衰退していた時期があったが、花籠部屋との合併で勢いを取り戻した。以来誰一人欠かさず弟子を守ると峰崎夫妻は誓った。
荒磯部屋で初土俵を踏み、峰崎が花籠部屋から預かった荒鷲は峰崎部屋力士として十両に昇進し、後に幕内昇進も果たした。荒鷲は「峰崎親方が厳しく指導してくださったからこそ、どこか甘えてダラダラしていた自分を変えてくれた気もします」と引退後に恩義を語っている。
部屋の最終所属力士数は7人であったが、この頃には太いタニマチが付いていたため、俗に「(相撲部屋は)力士が10人いて黒字」と言われる中で部屋の経営には支障はなかった。
2021年5月に65歳となり日本相撲協会を停年（定年）退職するため、同年4月1日に峰崎部屋を閉鎖した。自身は所属力士5人、行司の木村銀治郎と共に芝田山部屋へ移籍した。停年後の同年5月、協会に再雇用され参与となった。年寄・峰崎として芝田山部屋の部屋付き親方となり後進を指導している。

## エピソード
子供の頃からの鉄道ファンであり、鉄道模型製作を趣味としている。現役時代には、鉄道ファン向けの雑誌の取材も受けている。
2021年2月に交通新聞社より出版された『大相撲と鉄道 - きっぷも座席も行司が仕切る!?』(木村銀治郎／著　交通新聞社新書150　ISBN 4330008211)での対談では、現役時代の相撲列車や巡業中の別行動の思い出を話している。当時は断れば許されたため、巡業中には魁輝、蔵玉錦、琴ヶ嶽などのメンバーで別行動をしていたという。
ドローン飛行も趣味としている。出合いは部屋持ちだった頃に部屋の夏合宿で訪れた平谷村であり、最初は認知症予防のつもりで始めたが、体で覚え込むうちにのめり込み、毎年夏合宿で同村に訪れるたびにドローンを飛ばした。弟子を指導する合間に、撮影した映像を眺めるのはつかの間の息抜きだった。280時間の飛行実績を誇り、民間試験や国家試験に合格するなどしている。自宅には数多くのドローンを所有し、その中には数十万円も下らない高額機もあるという。2021年12月には協会から依頼されて両国国技館を空撮する企画に協力した。プロ並みの操縦技術を披露し、一躍“ドローン親方”として脚光を浴びた。

## 家族
妻・婦記子は同じ青森県出身者で、西津軽郡木造町で旅館業を営む家族に生まれた。日本女子大学時代は相撲研究会に所属していた。部屋創設の段階では長男は4歳、設立2年目に次男が誕生した。2014年頃にちゃんこ長が引退してからは女将がちゃんこ場に立つなどしている。2017年11月時点では子育ても既に終わって親を介護する必要もないため、家庭よりも弟子の育成に専念できるという。

## 主な成績・記録
- 通算成績：536勝567敗5休 勝率.486
- 幕内成績：233勝287敗5休 勝率.448
- 現役在位：93場所
- 幕内在位：35場所
- 金星：2個（北の湖1個、三重ノ海1個）
- 各段優勝
  - 十両優勝：1回（1981年5月場所）

### 場所別成績
| | 一月場所 初場所（東京） | 三月場所 春場所（大阪） | 五月場所 夏場所（東京） | 七月場所 名古屋場所（愛知） | 九月場所 秋場所（東京）  | 十一月場所 九州場所（福岡） |
| --- | ----------------------- | ----------------------- | ----------------------- | --------------------------- | ------------------------ | --------------------------- |
| 1971年 （昭和46年） | x                       | （前相撲）              | 東序ノ口4枚目 5–2       | 東序二段52枚目 6–1          | 西三段目77枚目 2–5       | 西序二段19枚目 2–2          |
| 1972年 （昭和47年） | 東序二段5枚目 3–0       | 東三段目50枚目 –        | 東三段目50枚目 2–5      | 東三段目66枚目 4–3          | 西三段目55枚目 4–3       | 西三段目47枚目 2–5          |
| 1973年 （昭和48年） | 東三段目69枚目 6–1      | 東三段目21枚目 4–3      | 西三段目13枚目 4–3      | 東三段目3枚目 3–4           | 東三段目18枚目 4–3       | 東三段目8枚目 2–5           |
| 1974年 （昭和49年） | 西三段目32枚目 5–2      | 西三段目10枚目 4–3      | 西幕下57枚目 5–2        | 西幕下36枚目 3–4            | 東幕下42枚目 5–2         | 西幕下24枚目 5–2            |
| 1975年 （昭和50年） | 西幕下12枚目 2–5        | 西幕下26枚目 3–4        | 東幕下34枚目 4–3        | 東幕下28枚目 5–2            | 西幕下16枚目 6–1         | 東幕下4枚目 2–5             |
| 1976年 （昭和51年） | 西幕下16枚目 5–2        | 西幕下8枚目 5–2         | 西幕下2枚目 2–5         | 西幕下13枚目 5–2            | 西幕下5枚目 5–2          | 西十両12枚目 9–6            |
| 1977年 （昭和52年） | 西十両5枚目 6–9         | 西十両8枚目 7–8         | 西十両9枚目 9–6         | 東十両5枚目 8–7             | 西十両筆頭 8–7           | 東前頭12枚目 5–10           |
| 1978年 （昭和53年） | 東十両3枚目 7–8         | 西十両5枚目 9–6         | 東十両2枚目 11–4        | 西前頭10枚目 7–8            | 東前頭11枚目 9–6         | 東前頭7枚目 8–7             |
| 1979年 （昭和54年） | 西前頭2枚目 4–11        | 東前頭10枚目 7–8        | 西前頭11枚目 8–7        | 東前頭9枚目 8–7             | 西前頭3枚目 6–9 ★        | 東前頭5枚目 5–10            |
| 1980年 （昭和55年） | 東前頭10枚目 8–7        | 東前頭5枚目 4–11        | 西前頭12枚目 7–8        | 西前頭12枚目 9–6            | 東前頭9枚目 6–9          | 東前頭12枚目 4–6–5          |
| 1981年 （昭和56年） | 東十両6枚目 6–9         | 東十両10枚目 9–6        | 東十両4枚目 優勝 12–3   | 東前頭11枚目 8–7            | 西前頭5枚目 8–7          | 西前頭3枚目 5–10            |
| 1982年 （昭和57年） | 東前頭9枚目 9–6         | 西前頭2枚目 6–9         | 西前頭5枚目 5–10        | 西前頭12枚目 8–7            | 東前頭9枚目 9–6          | 東前頭3枚目 4–11            |
| 1983年 （昭和58年） | 西前頭8枚目 7–8         | 東前頭9枚目 7–8         | 西前頭10枚目 8–7        | 東前頭4枚目 5–10            | 西前頭10枚目 6–9         | 東十両2枚目 7–8             |
| 1984年 （昭和59年） | 東十両4枚目 4–11        | 東十両11枚目 9–6        | 西十両7枚目 8–7         | 西十両5枚目 5–10            | 西十両9枚目 9–6          | 西十両5枚目 5–10            |
| 1985年 （昭和60年） | 東十両11枚目 8–7        | 東十両6枚目 9–6         | 西十両4枚目 8–7         | 東十両3枚目 10–5            | 西前頭13枚目 8–7         | 西前頭10枚目 8–7            |
| 1986年 （昭和61年） | 西前頭4枚目 5–10        | 東前頭10枚目 7–8        | 西前頭12枚目 5–10       | 西十両3枚目 4–11            | 西十両10枚目 引退 1–14–0 | x                           |
| 各欄の数字は、「勝ち-負け-休場」を示す。 優勝 引退 休場 十両 幕下 三賞：敢=敢闘賞、殊=殊勲賞、技=技能賞 その他：★=金星 番付階級：幕内 - 十両 - 幕下 - 三段目 - 序二段 - 序ノ口 幕内序列：横綱 - 大関 - 関脇 - 小結 - 前頭（「#数字」は各位内の序列） |                         |                         |                         |                             |                          |                             |

- 1971年11月から1972年3月までは中学生のため、特別扱い

## 幕内対戦成績
| 力士名   | 勝数 | 負数 | 力士名   | 勝数 | 負数 | 力士名         | 勝数 | 負数 | 力士名     | 勝数 | 負数 |
| -------- | ---- | ---- | -------- | ---- | ---- | -------------- | ---- | ---- | ---------- | ---- | ---- |
| 青葉城   | 15   | 3    | 青葉山   | 4    | 5    | 朝汐           | 2    | 3    | 旭國       | 1    | 1    |
| 旭富士   | 0    | 1    | 天ノ山   | 7    | 10   | 板井           | 3    | 3    | 岩波       | 3    | 1    |
| 大潮     | 4    | 5    | 巨砲     | 5    | 4    | 大錦           | 4    | 6    | 大ノ国     | 1    | 1    |
| 大豊     | 2    | 3    | 魁輝     | 9    | 6    | 影虎           | 1    | 2    | 北瀬海     | 1    | 1    |
| 北の湖   | 1    | 4    | 騏ノ嵐   | 1    | 0    | 霧島           | 1    | 3    | 麒麟児     | 7    | 9    |
| 蔵間     | 8    | 9    | 黒瀬川   | 4    | 9    | 黒姫山         | 3    | 7    | 高望山     | 0    | 3    |
| 琴ヶ梅   | 0    | 1    | 琴風     | 4    | 1    | 琴千歳         | 2    | 0    | 琴若       | 2    | 5    |
| 斉須     | 0    | 5    | 蔵玉錦   | 6    | 6    | 逆鉾           | 0    | 3    | 佐田の海   | 3    | 5    |
| 嗣子鵬   | 4    | 5    | 陣岳     | 1    | 2    | 神幸           | 2    | 3    | 大旺       | 0    | 1    |
| 大觥     | 2    | 1    | 太寿山   | 5    | 4    | 大徹           | 1    | 2    | 大竜川     | 1    | 0    |
| 隆の里   | 1    | 10   | 貴ノ花   | 0    | 4    | 孝乃富士       | 0    | 1    | 隆三杉     | 1    | 3    |
| 高見山   | 5    | 6    | 多賀竜   | 6    | 2    | 谷嵐           | 0    | 2    | 玉輝山     | 4    | 2    |
| 玉ノ富士 | 2    | 2    | 玉龍     | 4    | 3    | 千代櫻         | 0    | 1    | 千代の富士 | 1    | 3    |
| 寺尾     | 1    | 1    | 出羽の花 | 7    | 10   | 闘竜           | 5    | 7    | 栃赤城     | 3    | 5    |
| 栃司     | 0    | 2    | 栃剣     | 5    | 3    | 栃光           | 4    | 5    | 白竜山     | 2    | 0    |
| 播竜山   | 3    | 3    | 飛騨乃花 | 5    | 4    | 富士櫻         | 5    | 7    | 藤ノ川     | 0    | 2    |
| 双津竜   | 4    | 3    | 鳳凰     | 4    | 4    | 北天佑         | 0    | 5    | 保志       | 0    | 1    |
| 前乃臻   | 1    | 0    | 増位山   | 0    | 2    | 舛田山         | 7(1) | 8    | 益荒雄     | 1    | 0    |
| 三重ノ海 | 1    | 1    | 水戸泉   | 0    | 1    | 豊山           | 3    | 5    | 若獅子     | 3(1) | 1    |
| 若島津   | 2    | 5    | 若瀬川   | 1    | 2    | 若乃花(若三杉) | 0    | 6    | 若の富士   | 1    | 2    |
| 鷲羽山   | 5    | 2    |          |      |      |                |      |      |            |      |      |

## 改名歴
- 上沢 秀則（かみさわ ひでのり）1971年5月場所-1976年7月場所
- 三杉磯 秀則（みすぎいそ -）1976年9月場所-1977年7月場所
- 三杉磯 秀人（- ひでと）1977年9月場所-1979年1月場所
- 三杉磯 吉明（- よしあき）1979年3月場所
- 三杉磯 豊秀（- とよひで）1979年5月場所-1980年5月場所
- 三杉磯 秀人（- ひでと）1980年7月場所-1981年3月場所
- 東洋 公大（あずまなだ きみひろ）1981年5月場所-1984年1月場所
- 三杉磯 秀人（みすぎいそ ひでと）1984年3月場所-1985年7月場所
- 三杉磯 拓也（- たくや）1985年9月場所-1986年9月場所

## 年寄変遷
- 峰崎 修豪（みねざき のぶたけ）1986年9月-